# لادوویتسا
لادوویتسا (به صربی: Ladovica) یک منطقهٔ مسکونی در صربستان است که در ولاسوتینتسه واقع شده‌است. لادوویتسا ۹۰۴ نفر جمعیت دارد.